# Шпакове (заповідне урочище)
Шпа́кове — заповідне урочище, розташоване неподалік від села Веселе Гадяцького району Полтавської області. Було створене відповідно до постанови Полтавської облради № 74 від 17 квітня 1992 року.

## Загальні відомості
Землекористувачем є ДП «Гадяцький лісгосп», Краснолуцьке лісництво, квартали 48—55, площа — 350,5 гектарів. Розташоване на південь від села Веселе Гадяцького району.
Урочище створене з метою збереження лісових масивів в долині річки Псел — на заплаві (широколистяних) та боровій терасі (дубово-соснові насадження) з типовим рослинним та тваринним світом. Осередок збереження рідкісних видів рослин (5) та тварин (27).